# Protecting the Right to Organize Act
Das Gesetz zum Schutz der Gewerkschaftsgründung (Protecting the Right to Organize Act, PRO Act) ist ein Gesetzesvorschlag in den Vereinigten Staaten, mit dem frühere Arbeitsgesetze wie der National Labor Relations Act geändert werden sollen, um arbeitsrechtliche Schutzmaßnahmen zur Durchsetzung des Rechts der Arbeitnehmer, sich am Arbeitsplatz zu organisieren und Tarifverhandlungen zu führen, zu erweitern. Es würde die Arbeitgeber daran hindern, obligatorische Versammlungen abzuhalten, um einer gewerkschaftlichen Organisierung entgegenzuwirken und das gesetzliche Recht der Arbeitnehmer auf den Beitritt zu einer Gewerkschaft stärken. Der Gesetzentwurf würde es Gewerkschaften auch erlauben, zu Solidaritätsstreiks aufzurufen. Das PRO-Gesetz würde die Right-to-Work-Gesetze schwächen, die in 27 US-Bundesstaaten bestehen. Es würde dem Nationalen Arbeitsbeziehungsausschuss erlauben, Arbeitgeber für Verstöße gegen das Arbeitsrecht zu bestrafen, und Arbeitnehmern, die in solche Fälle verwickelt sind, Entschädigungen ermöglichen.